# Irakli II
Irakli II (Telavi, 7 d'octubre de 1721- Telavi, 12 de gener del 1798) fou rei de Kartli del 1762 al 1798 i de Kakhètia del 1744 al 1798. Irakli era el fill gran de Teimuraz II i de Tamara (filla de Vakhtang VI).
El 1734 i 1735 va combatre els otomans al servei de Nadir Shah (que l'havia fet presoner) i els va expulsar de Geòrgia Oriental. Els georgians van rebre els perses com alliberadors però els perses van explotar el país i van exercir forta repressió. Teimuraz i Irakli van seguir lleials a Nadir i Irakli va entrar a l'exèrcit persa i va servir allí durant la invasió de l'Índia, estant present a la batalla de Karnal i el saqueig de Delhi el 1741. Va rebre el títol de Dowlath-Chariki (Shariq ud-Daula) de Nadir Shah.
El 1743 els nobles georgians es van rebel·lar i Irakli va ajudar a Nadir a reprimir la revolta. Com a recompensa Nadir el va fer general de l'exèrcit persa el 1744 i va ser proclamat rei de Kakhètia el 9 de juliol de 1744 i coronat el 1745 (alhora que el seu pare Teimuraz era nomenat rei de Kartli). Succeí al pare en el tron de Kartli el 19 de gener de 1762 i fou coronat poc després. Va ser reconegut rei dels dos regnes units i sobirà dels kanats d'Erevan i Gandja, per Karim Khan Zand, regent de Persia.
Gran militar que va lliurar 40 batalles i en va guanyar més de 30. El 1748 el nou shah de Persia va fomentar la revolta del mukhran-batoni (prínceps de Mukhran) a l'est del país, però Irakli va derrotar el rebels.
El 1752 va enviar una missió a Rússia i per contractar mercenaris circassians. Del 1768 al 1774 va ajudar modestament a Rússia a la guerra amb Turquia.
El 1777 va abolir l'eristhavat de Ksani
Va signar un Tractat d'aliança amb Rússia (Tractat de Gueórguievsk) el 24 de juliol de 1783 que reconeixia el protectorat de Rússia sobre Geòrgia i algunes tropes russes s'instal·laren al país. El 1787 Rússia va iniciar una altra guerra amb els otomans (fins al 1792) i va retirar les tropes. El 1795 els Qadjar van exigir el reconeixement de la sobirania persa m a Geòrgia al rei Irakli al qual es va prometre confirmar com a valí, i com que Irakli s'hi va negar, els perses van envair el país i van ocupar Tbilisi l'11 de setembre de 1795 devastant gran part de Geòrgia oriental. Rússia va reaccionar i el 1796 va ocupar Baku i Gandja, però a la mort de Caterina, el nou tsar Pau I va retirar altra vegada les tropes. Per sort per Irakli el shah va ser assassinat el 1797
Casat el 1738 amb Kethavan filla del príncep Vakhtang Qaphlanishvili-Orbèliani i de la seva dona Anna Khanum, filla del Príncep Sekhnia Chkheidze. Se'n va divorciar el 1744 i el 1745 es va casar amb Anna (+1749) filla de Zaal Abashidze i de la seva dona que era filla del príncep Mkheidze. El 1750 es va casar amb Darejan [Daria Iegorovna] (+1807 essent monja) filla d'Igor Dadiani de Mingrèlia
Va morir d'hidropesia a Telavi el 1798 i el va succeir el seu fill Jordi XII de Kartli i Kakhètia.